# Malabsorció d'àcids biliars
La malabsorció d'àcids biliars (MAB), coneguda també com a diarrea per àcids biliars, és la causa de diversos problemes relacionats amb l'intestí, el principal és la diarrea crònica. També s'ha anomenat diarrea induïda per àcids biliars, enteropatia colerètica, diarrea per sals biliars o malabsorció de sals biliars. Pot resultar d'una malabsorció secundària a una malaltia gastrointestinal, o ser un trastorn primari, associat a una producció excessiva d'àcids biliars. El tractament amb segrestants d'àcids biliars sovint és efectiu.

## Diagnòstic
S'han desenvolupat diversos mètodes per identificar el trastorn, però hi ha dificultats amb tots ells. El diagnòstic de la malabsorció d'àcids biliars es fa de manera fàcil i fiable mitjançant la prova SeHCAT.